# Nordinseln

Lage des Syssels Norðuroyggjar

Buslinien und Fährverbindungen auf den Nordinseln

Die Nordinseln (färöisch: Norðuroyggjar, Norðoyggjar oder Norðoyar, dänisch: Norderøerne) bezeichnen eine aus sechs Inseln bestehende Region der Färöer; sie bilden ein sogenanntes Syssel (Polizeikreis), wovon es insgesamt sechs auf den Färöern gibt.
Die Region besteht aus den sechs Inseln Borðoy, Fugloy, Kalsoy, Kunoy, Svínoy und Viðoy. Zusammen haben sie eine Fläche von 241 Quadratkilometern und sind somit flächenmäßig die drittgrößte Region der Färöer hinter Streymoy und Eysturoy, gefolgt von Vágar, Suðuroy und Sandoy.
Mittelpunkt und Hauptort der Nordinseln ist die Stadt Klaksvík, ein Zentrum der Fischereiindustrie. Die Stadt bildet neben der Hauptstadt Tórshavn als zweite Inselmetropole der Färöer eine eigene Region. Der Großteil der 6011 Personen zählenden Bevölkerung der Nordinseln konzentriert sich in der Region Klaksvík, nämlich 5293 Menschen; im Rest der Nordinseln wohnen insgesamt 718 Einwohner (Stand: 31. Dezember 2003).
Die Nordinseln stellen in der Summe die meisten der höchsten Berge und Kliffs des Archipels. Sieben der zehn über 800 Meter hohen Berggipfel auf den Färöern befinden sich hier. Imposante Naturschauspiele wie die 754 Meter abfallende Steilklippe Enniberg mit ihren Vogelkolonien finden sich hier. Auch die Sonnenuntergänge auf Viðoy sind berühmt.
Allerdings erfuhr das Vogelparadies auf den Nordinseln einen herben Rückschlag durch die dort Ende des 19. Jahrhunderts eingeschleppten Ratten. Während in der zweiten Hälfte des 18. Jahrhunderts sich erstmals Ratten auf den vier großen Inseln Suðuroy, Streymoy, Vágar und Eysturoy ausgebreitet hatten, blieben die sechs Nordinseln zunächst verschont. Durch den Bau der Walfangstation in Norðdepil Ende des 19. Jahrhunderts gelangten jedoch die ersten Ratten auf die Insel Borðoy. Danach breiteten diese sich von dort bis zum Ersten Weltkrieg auch nach Viðoy und Kunoy aus. Von den Nordinseln konnten sich bislang nur Fugloy, Svínoy und Kalsoy als rattenfreie Vogelparadiese erhalten.
Die Orte der Inseln Borðoy, Kunoy und Viðoy sind durch ein System von Dämmen und Tunnel miteinander verbunden, während nach Kalsoy, Fugloy und Svínoy Fähren verkehren (siehe Karte). 2006 wurde der Nordinselntunnel (Norðoyatunnilin) eröffnet, mit 6,2 km der bisher längste Tunnel der Färöer. Er verbindet Klaksvík mit Leirvík auf Eysturoy und damit die gesamte Region der Nordinseln mit dem Westen der Färöer.

## Die sechs Nordinseln in Bildern
Die sechs Nordinseln – Kalsoy, Kunoy, Borðoy, Viðoy, Svínoy und Fugloy – auf einem Briefmarkensatz von 1999:

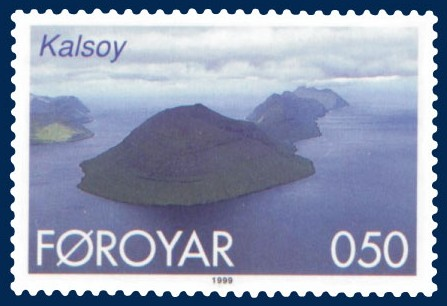
Kalsoy
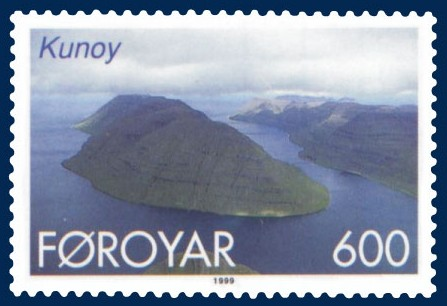
Kunoy
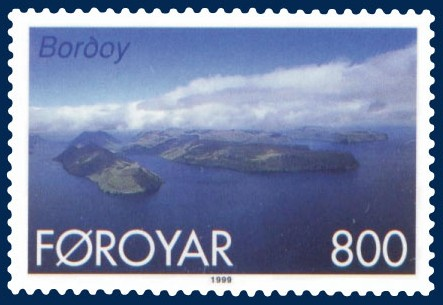
Borðoy
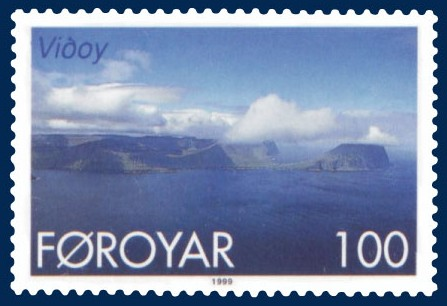
Viðoy
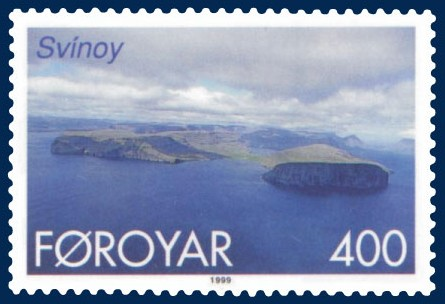
Svínoy
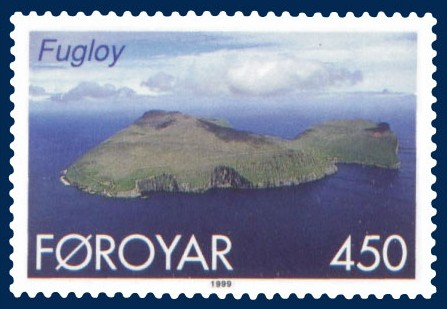
Fugloy